# Puginier
Puginier – miejscowość i gmina we Francji, w regionie Oksytania, w departamencie Aude.
Według danych na rok 1990 gminę zamieszkiwało 145 osób, a gęstość zaludnienia wynosiła 21 osób/km² (wśród 1545 gmin Langwedocji-Roussillon Puginier plasuje się na 758. miejscu pod względem liczby ludności, natomiast pod względem powierzchni na miejscu 907.).